# Jorim Léonard Bangue Bangue

Jorim Léonard Bangue Bangue Elombo est un athlète camerounais né le 06 janvier 2003 à Yaoundé, spécialisé dans le 110m haies.

## Biographie
Jorim Léonard Bangue Bangue Elombo a débuté l'athlétisme à l'âge de 10 ans en 2013. Cette passion lui permettra d'atteindre la finale du 75 mètres haies aux championnats provinciaux du Gauteng en Afrique du Sud la même année, ainsi qu'aux championnats d'Afrique du Sud des écoles primaires en 2015.Son passage à la Pretoria Boys High School lui a donné l'occasion de perfectionner ses compétences en athlétisme, notamment sur les distances de 110m haies. Il est également à l'aise au 100m, 200m, ainsi qu'au rugby.
Avec l'équipe du Cameroun, Jorim a remporté la médaille d'argent aux championnats d'Afrique U18 en 2019 à Abidjan, en Côte d'Ivoire, à l'âge de 16 ans. Depuis qu'il a franchi la barrière des 14 secondes, il suscite l'intérêt de plusieurs pays, notamment l'Afrique du Sud et les États-Unis. Il poursuit actuellement sa préparation à la Howard University à Washington.

## Statistiques
| Pays     | Date de naissance | Âge    | Code de l'athlète | Classement le plus élevé  |
| -------- | ----------------- | ------ | ----------------- | ------------------------- |
| Cameroun | 6 janvier 2003    | 21 ans | 14888543          | #323 (Hommes 110m haies). |

| Épreuve          | Résultat | Date            | Score |
| ---------------- | -------- | --------------- | ----- |
| 110 mètres haies | 13,87    | 5 mai 2023      | 1090  |
| 60 mètres haies  | 7,95     | 10 février 2024 | 1056. |